# NGC 443
NGC 443 (również IC 1653, PGC 4512 lub UGC 796) – galaktyka spiralna (S), znajdująca się w gwiazdozbiorze Ryb. Odkrył ją Heinrich Louis d’Arrest 8 października 1861 roku.